# 크리스틴 부스

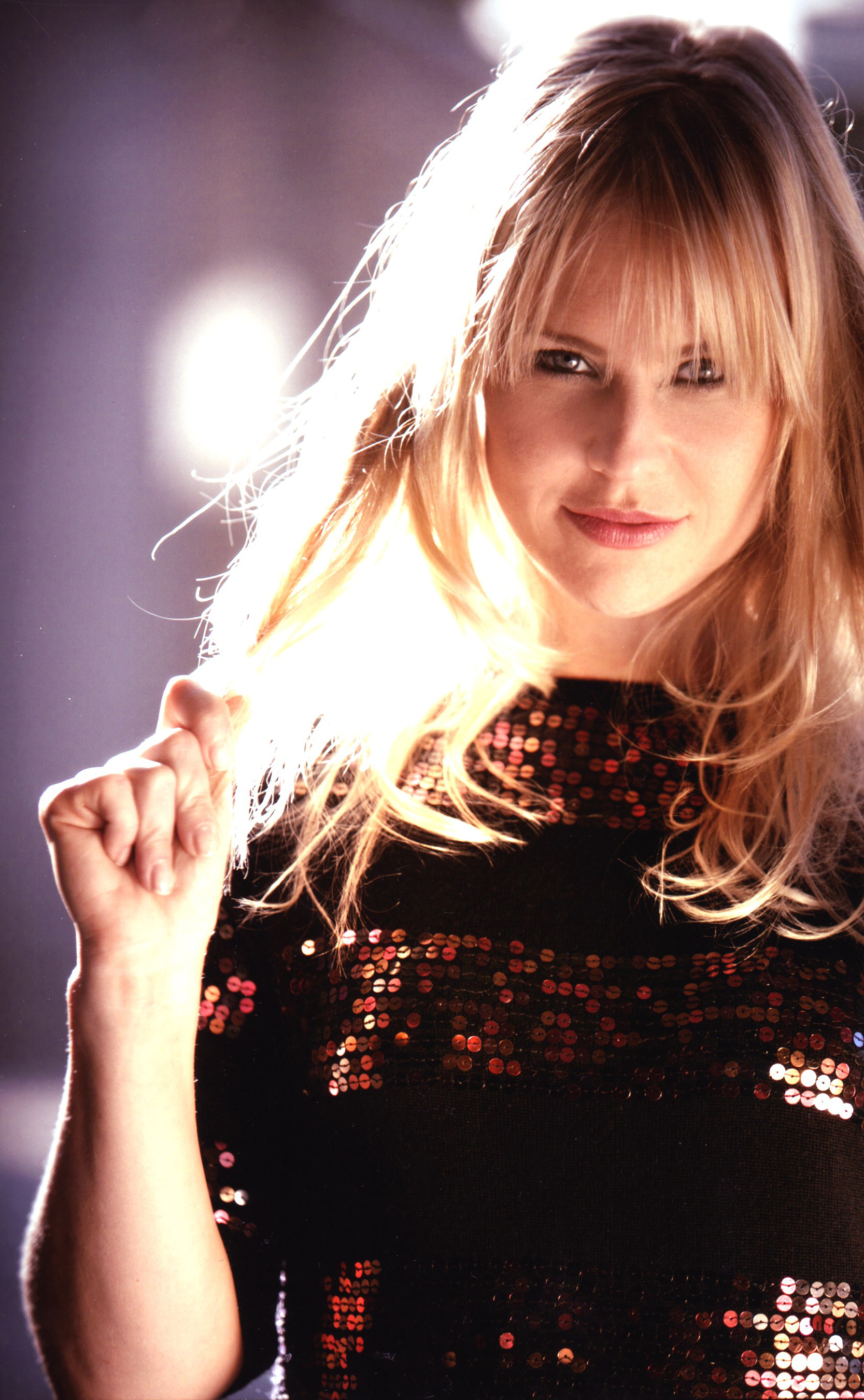

크리스틴 부스(Kristin Booth, 1974년 8월 28일 ~ )는 캐나다의 배우이다.
키치너에서 태어났다.

## 출연 작품
- 더 콜링 (2014년)
- Holidaze (2013) - 앤절라 역
- 섹스 애프터 키즈 (2013년)
- 빌로우 제로 (2011년) - 페니 역
- 데이브 vs 데스 (2011년) - 맨디 역
- 클라우드버스트 (2011년)
- 케네디스 (2011년)
- 선데이즈 앳 티파니 (2010, Sundays at Tiffany's) - 재클린 역
- 해리엣 더 스파이: 블로그 워즈 (2010년)
- 크랙키 (2009년)
- 러브 레터 프럼 언 오픈 그레이브 (2009년)
- 앳 홈 바이 마이셀프...위드 유 (2009년)
- 디펜더 (2009년) - 웬디 카터 역
- 뷰티풀 시티 (2007년)
- 새 (2007년)
- 더 컴퍼니 (2007년)
- 영 피플 퍼킹 (2007년)
- 카디아 (2006, Kardia)
- 풀프루프 (2003년) - 샘 역
- 미싱 (2003년)
- 투 어게인스트 타임 (2002년)
- 온 더 라인 (2001년)
- 유니콘 킬러 (1999년)
- 락 시티 (1999년)
- 아이스(영어판) (1998년)

### 텔레비전
- 루키 블루 (2010)